# Сборная Ирландии по регби
Сборная Ирландии по регби (ирл. Foireann rugbaí náisiúnta na hÉireann, англ. Ireland national rugby union team) — сборная команда по регби-15, представляющая в международных встречах и турнирах остров Ирландия, включая регбистов как Северной Ирландии, так и Республики Ирландия. Относится World Rugby к сборным хай-перфоманс, то есть к наиболее сильным командам мира. Домом ирландского регби считается «Авива Стэдиум», вмещающий около 52 тысяч зрителей.
Сборная Ирландии регулярно участвует в самом престижном турнире Европы — Кубке шести наций, который выигрывала 14 раз. Раз в четыре года «зелёные» принимают участие в чемпионате мира, в котором ни разу не проходили дальше четвертьфинальной стадии. С момента создания World Rugby рейтинга сборных Ирландия ни разу не опускалась ниже 9-й строчки, а в сентябре 2019 года впервые заняла первое место.
Из-за того, что в сборную вызываются регбисты как из Республики Ирландия, так и из Северной Ирландии, перед матчами исполняются не национальные гимны, а песня Ireland's Call. Спортсмены, выступающие за сборную Ирландии, могут быть вызваны в состав Британских и ирландских львов, международную выставочную команду, составляемую из игроков из Ирландии, Англии, Уэльса и Шотландии.

## История

### Регби в Ирландии в XIX веке

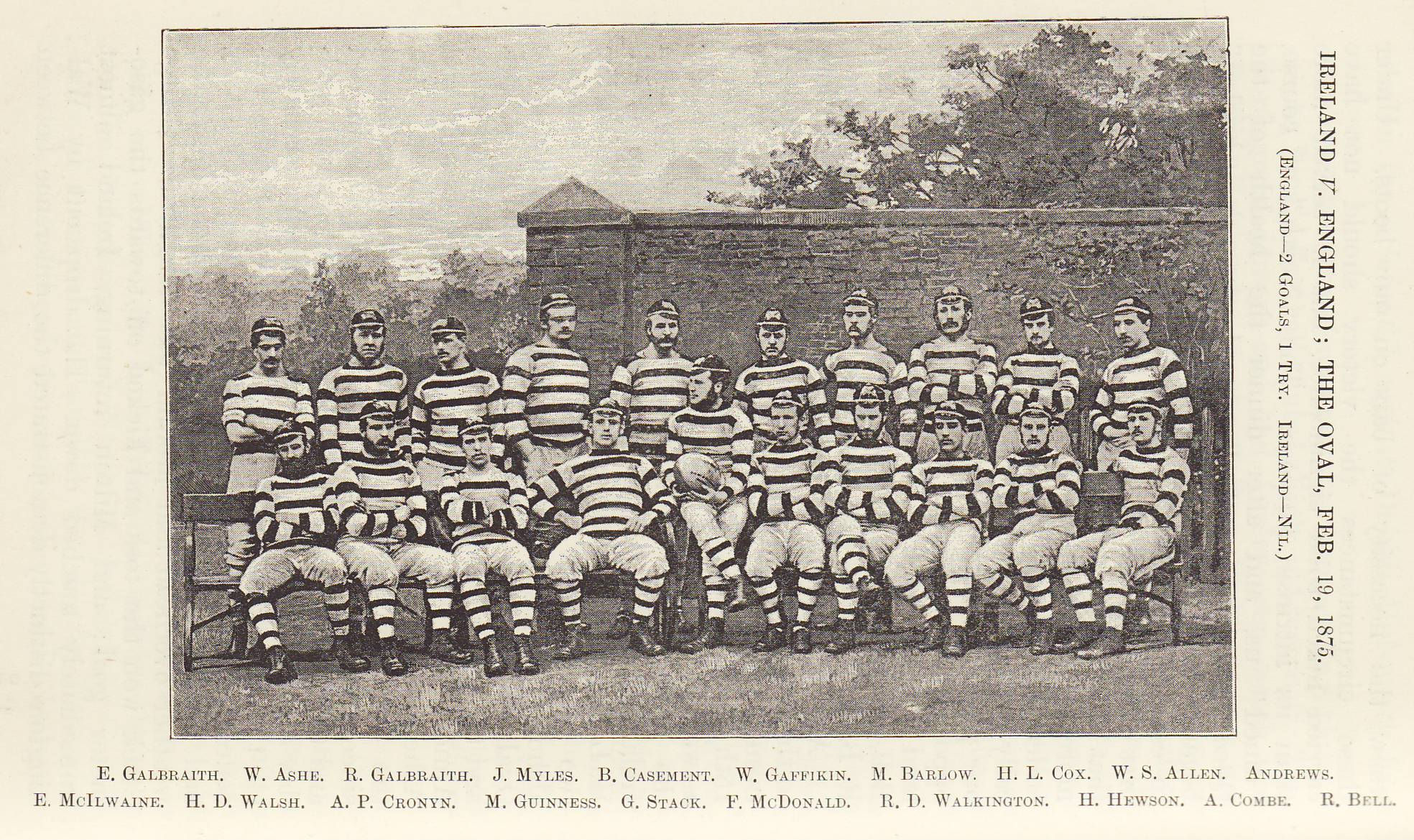
Состав сборной Ирландии, сыгравший первый свой международный матч 15 февраля 1875 года

Первый регбийный клуб Ирландии был основан предположительно в 1854 году студентами Дублинского университета, хотя регби на территории острова появилось задолго до этого. В 60-х и 70-х годах XIX века регби в Ирландии стало набирать популярность, и на территории острова появилось множество клубов, некоторые из которых существуют до сих пор.
В 1874 году были основаны Северный регбийный союз, руководивший клубами из Белфаста и окрестностей, и Ирландский регбийный союз, в зону ответственности которого входили клубы из Ленстера, Манстера и части Ольстера. В 1879 году эти два органа объединились, а в 1886 году в состав союза вошли и представители Коннахта. 15 февраля 1875 года сборная Ирландии сыграла свой первый международный матч, когда «зелёные» встретились со сборной Англии на поле стадиона «Овал» в Лондоне. Победу со счётом 7:0 одержали хозяева.
В 1878 году сборная Ирландии начала выступать на стадионе «Лэнсдаун Роуд», который оставался основной ареной команды вплоть до своего закрытия в 2006 году. Команда проиграла свои первые 10 матчей, сумев одержать свою первую победу только в 1881 году, когда в Белфасте обыграла сборную Шотландии. В 1883 году был впервые сыгран Кубок домашних наций, но до розыгрыша 1894 года сборная Ирландии его не выигрывала, хотя в 1888 году победителями из-за равенства очков были признаны сразу три сборные (Ирландии, Шотландии и Уэльса). 1 декабря 1888 года «зелёные» сыграли свой первый матч против небританской сборной. Соперником стала сборная аборигенов Новой Зеландии, которая совершала в 1888—1889 годах турне по Великобритании и Австралии. Маори выиграли матч со счётом 18:6. В 1896 и 1899 годах ирландцы вновь стали единственными победителями Кубка домашних наций. Всего же за первые 17 лет проведения турнира «зелёные» трижды единолично выигрывали Кубок (и ещё один раз совместно), при этом дважды завоёвывали и Тройную корону за победу над всеми соперниками.
В 1899 году сборная Ирландии отправилась в первое в своей истории заграничное турне — в Канаду. Команда сыграла 11 матчей в разных городах страны, 10 из которых были выиграны. Единственное поражение «зелёные» потерпели в Галифаксе от комбинированной сборной Новой Шотландии и моряков Атлантического флота.

### Первая половина XX века
В первом десятилетии XX века в Кубке домашних наций доминировали сборные Уэльса и Шотландии, «зелёные» сумели навязать борьбу лишь один раз — в 1906 году победу разделили ирландцы и валлийцы. 25 ноября 1905 года сборная Ирландии впервые в своей истории сыграла с главной сборной Новой Зеландии. Матч вызвал такой ажиотаж, что Ирландский регбийный союз был вынужден печатать билеты, поскольку все желающие попасть на стадион не могли. Игра закончилась разгромной победой «киви» со счётом 15:0, а эта встреча вошла в историю как первый регбийный матч, все места которого были отданы по билетам.
Год спустя в своё первое европейское турне поехала и сборная ЮАР. После нескольких матчей против команд с севера Англии и из Шотландии, «Спрингбокс» пересекли Северный пролив и 24 ноября победили в Белфасте сборную Ирландии со счётом 15:12. В 1909 году сборная Франции стала пока ещё неофициальным участником Кубка домашних наций и провела по тестовому матчу с каждой из команд-участниц. 20 марта сборная Ирландии сыграла свой первый в истории матч против «синих», который выиграла со счётом 19:8. В 1912 году ирландцы вновь одержали совместную победу в Кубке пяти наций (с 1910 года официальным участником стала сборная Франции), на этот раз вместе с англичанами.
Последний матч перед Первой мировой войной сборная Ирландии сыграла 14 марта 1914 года, когда проиграла валлийцам со счётом 3:11. За время войны на полях сражений погибло 9 регбистов (по другим данным 12), которые когда-либо вызывались в ирландскую сборную. Двое из них отмечались государственными наградами: Эрнест Дин Военным крестом, а Альберт Стюарт орденом «За выдающиеся заслуги». Последний был также представлен к Кресту Виктории, но награду не получил. Кроме того, Ирландский регбийный союз создал один из приятельских батальонов, в состав которого вошло около 250 ирландских регбистов из разных клубов. Формирование влилось в 7-й батальон Королевских дублинских фузилёров и было направлено в Галлиполи, где понесло тяжёлые потери и позже было расформировано. В 1917 году один из сражавшихся на полуострове бывших членов ирландской сборной, страдавший от ПТСР Джаспер Бретт, покончил жизнь самоубийством. Первый послевоенный матч сборная Ирландии провела только в 14 февраля 1920 года, когда в возобновлённом Кубке пяти наций проиграла сборной Англии 11:14.
До 1935 года «зелёные» трижды делили победу в Кубке, но не могли выиграть его единолично. В 1926 и 1927 годах вторым победителем становились шотландцы, хотя ирландцы были оба раза близки к завоеванию большого шлема и полной победе, но в первый раз потерпели поражение от валлийцев, а во второй — от англичан. В 1932 году победителями стали сборные Ирландии, Англии и Уэльса. Результат последнего предвоенного турнира был таким же.
Во Второй мировой войне погибло 8 регбистов, когда-либо выступавших за сборную Ирландии. Поскольку независимая к тому моменту Республика Ирландия сохраняла нейтралитет, почти все они были подданными Британской короны. Один из них, Чарльз Халларан, получил Медаль Альберта посмертно. После Второй мировой войны к ирландцам пришли успехи: на Кубке пяти наций 1948 года они впервые в истории завоевали большой шлем, в 1949 второй раз подряд выиграли турнир, заполучив ещё одну Тройную корону.

### Конец любительской эпохи: 1950—1994

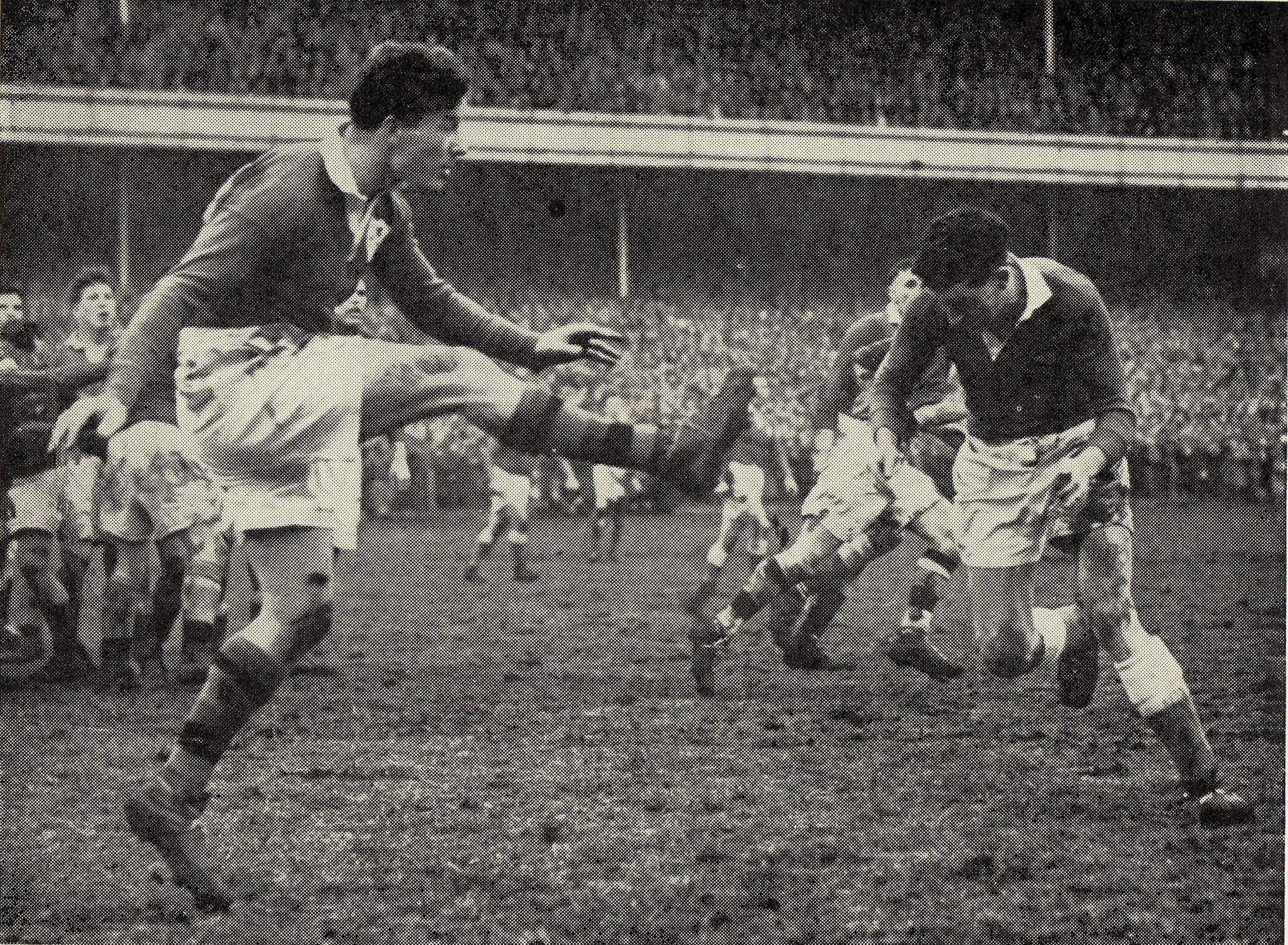
Матч сборных Ирландии и Уэльса 10 марта 1951 года. Валлиец Рой Джон (справа) готовится захватить капитана ирландцев Джека Кайла

Победа в Кубке пяти наций 1951 года стала для «зелёных» последней на многие годы вперёд. Ирландцы вновь были близки к большому шлему, но в последнем матче сыграли вничью со сборной Уэльса. Четыре последних года — с 1948 по 1951 — стали первой золотой эпохой ирландского регби. В этот короткий промежуток времени игру ирландцев определяли регбисты, которые спустя полвека будут признаны одними из лучших за всю историю вида спорта на «Изумрудном острове»  — Джек Кайл, Том Клиффорд, Джордж Нортон и Карл Маллен. В 1952 году сборная поехала в Южную Америку в своё первое в XX веке турне. В Новом Свете ирландцы сыграли 9 матчей, соперниками выступили сборная Чили (победа 30:0), ряд аргентинских клубов, а также вторая и первая сборная Аргентины. С «пумами» ирландцы встретились дважды, первый раз встреча окончилась ничьей 3:3, а во второй — победой «зелёных» со счётом 6:0. 27 февраля 1954 года сборная Ирландии в последний раз в XX веке сыграла на территории Северной Ирландии, обыграв шотландцев со счётом 6:0.
60-е годы были для сборной Ирландии провальными. За первые пять лет десятилетия «зелёные» выиграли лишь три матча Кубка пяти наций: дважды против Англии (11:8 в 1961 году и 18:5 в 1964) и один против Уэльса в 1963 году (14:6). В 70-х годах политическая обстановка в Ирландии вновь начала накаляться — 30 января 1972 года произошёл расстрел демонстрантов в Дерри, вошедший в историю как «Кровавое воскресенье», а 4 марта теракт в Белфасте. В связи с этими событиями сборные Уэльса и Шотландии отказались ехать в Ирландию на гостевые матчи и турнир не был доигран.
В 1974 году был проведён уникальный розыгрыш Кубка пяти наций. Победитель турнира определялся только по количеству очков, без учёта дополнительных показателей. Все команды выиграли по два матча, сборная Ирландии обыграла Англию (18:9) и Францию (6:4). Журналисты отметили возвращение качественного регби в исполнении «зелёных», а сам турнир остался первым и единственным выигранным всеми участниками. В следующем году сборная Ирландии впервые за 23 года выиграла Кубок. «Зелёные» одержали две победы, один раз сыграли вничью и один раз проиграли. Судьба титула решалась в последнем матче, где сборная Англии принимала Уэльс на «Туикенеме», в случае победы гостей турнирную таблицу возглавили бы «Красные драконы». Судьёй был назначен ирландец Джон Уэст, который отменил решающую попытку валлийцев. Англичане выиграли 16:12, а поступок Уэста был увековечен стихотворением Макса Бойса «Blind Irish Referee» («Слепой ирландский судья»).
Новое десятилетие для ирландского регби началось удачно. Несмотря на Деревянную ложку в 1981 году, год спустя «зелёные» стали обладателями первой за 33 года Тройной короны, хотя эксперты рассматривали их как одних из аутсайдеров турнира. На следующих год ирландцы разделили победу со сборной Франции, а в 1985 году вновь стали обладателями Тройной короны, но большой шлем снова остался недосягаемым из-за ничьей с французами.

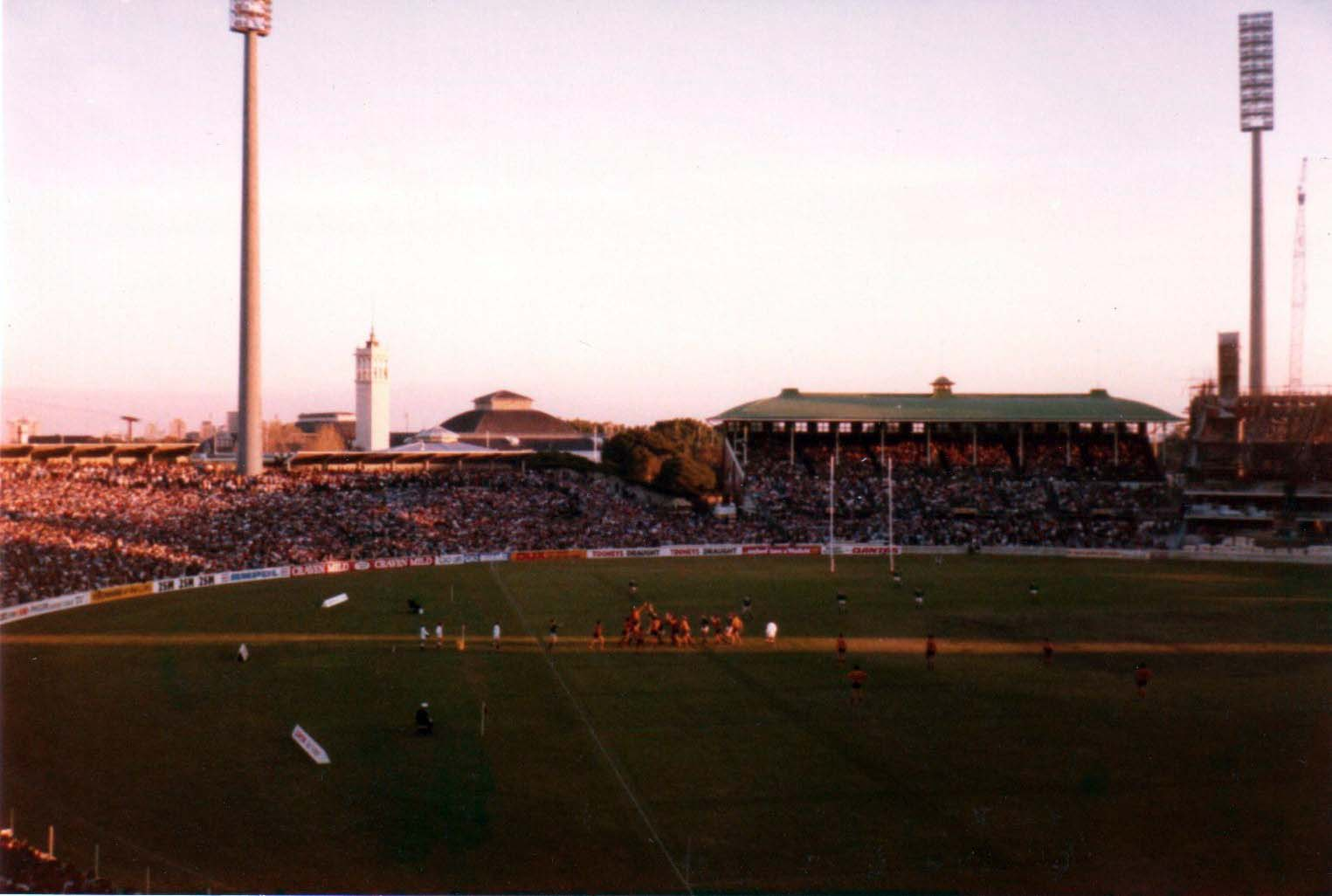
Сборные Ирландии и Австралии играют в Сиднее на стадионе, предназначенном для австралийского футбола, 1979 год.

На конференции Международного совета регби, прошедшей 20 и 21 марта в Париже, путём голосования было принято решение о создании чемпионата мира по регби, причём Ирландский регбийный союз высказался против из-за угрозы любительскому статусу регби. Турнир прошёл в Австралии и Новой Зеландии, а на ужине в честь его начала главный тренер сборной Мик Дойл перенёс инфаркт, что ударило по игровым возможностям команды. Сборная Ирландии попала в группу B вместе с командами Уэльса, Канады и Тонга. «Зелёные» проиграли только валлийцам и, заняв в группе второе место, вышли в четвертьфинал, где встретились с одной из хозяек турнира — Австралией. «Уоллабис» выиграли 33:15, в самом начале матча оторвавшись на 24 очка.
Спустя четыре года чемпионат мира принимала Англия, но некоторые матчи прошли на ирландских стадионах «Лэнсдаун Роуд» и «Рейвенхилл». По праву четвертьфиналиста «зелёные» не участвовали в квалификации и напрямую попали в группу 2 вместе со сборными Шотландии, Японии и Зимбабве. Проиграв шотландцам и выиграв две других встречи, в четвертьфинале ирландцы были вновь биты сборной Австралии, которая и стала чемпионом мира. Ирландия не сыскала лавров на европейской арене в 90-е годы, ни разу не поднявшись выше третьей строчки. 1990-е годы оказались провальными и в тестовых матчах. С 1991 по 1999 годы ирландцы совершили пять заграничных турне, больше чем в какое-либо другое десятилетие до этого. В их рамках прошло десять тестовых матчей и во всех «зелёные» потерпели поражения, в том числе в двух со сборной Намибии, которая была образована лишь за год до этого.
В 1995 году в ЮАР прошёл третий чемпионат мира. На нём сборная Ирландии попала в не самую простую группу к Новой Зеландии, Уэльсу и Японии. Как и в прошлые два раза «зелёные» проиграли будущим лидерам группы — «Олл Блэкс», но выиграли у других соперников. И точно так же, как в 1987 и 1991 годах, выбыли в четвертьфинале, потерпев поражение со счётом 12:36 от сборной Франции.

### Профессиональная эра и золотое поколение
26 августа 1995 года Международный совет регби снял все ограничения по оплате труда спортсменов, то есть спорт стал профессиональным. Для того чтобы сохранить игроков сборной на территории страны, Ирландский регбийный союз централизованно подписывает с ними контракты и определяет место их игры.
Первый чемпионат мира профессиональной эпохи в 1999 году вновь прошёл на Британских островах, на этот раз в Уэльсе. На турнир автоматически квалифицировались лишь призёры предыдущего чемпионата и хозяева, а Ирландии пришлось пройти через квалификацию, в которой были обыграны сборные Румынии и Грузии. В группе ирландские регбисты встретились с Румынией, США и Австралией, все три матча прошли на «Лэнсдаун Роуд». Проиграв только последним, сборная Ирландии вышла в стыковые матчи за право выхода в четвертьфинал, где была остановлена сборной Аргентины.
C 2000 года Кубок пяти наций приобрёл современный вид — участие начала принимать сборная Италии, а турнир переименовали в Кубок шести наций. После «ямы» 90-х годов результаты команды начали улучшаться. В 2001 году ирландцы заняли второе место, уступив по очкам сборной Англии. Чуть позже в том же году регбийными союзами Уэльса, Шотландии и Ирландии была основана Кельтская лига, четыре сборных провинций были реорганизованы в профессиональные клубы и приняли участие в новом соревновании, таким образом игроки национальной сборной стали получать регулярную практику на профессиональном уровне.
В 2003 году сборная Ирландии впервые за много лет была близка к завоеванию большого шлема — все участники были обыграны и судьба награды решалась в матче против англичан на «Лэнсдаун Роуд». Гости выиграли с разгромным счётом 42:6, а матч впоследствии был признан классическим. Для попадания на чемпионат мира того же года ирландцы вновь прошли через квалификационный турнир, не встретив практически никакого сопротивления от сборных Грузии и России.

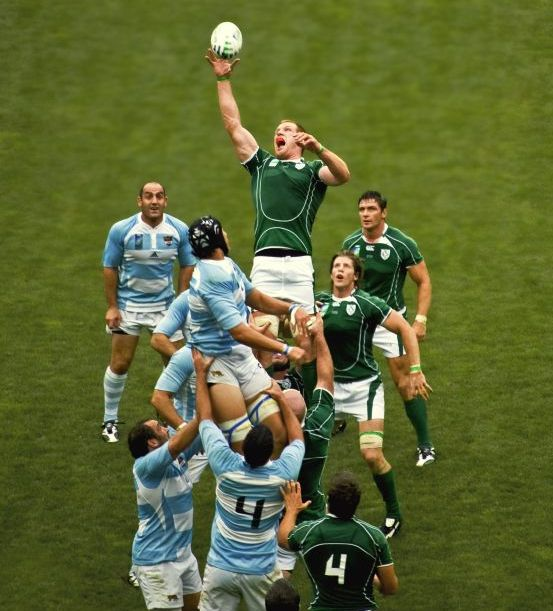
Пол О’Коннелл выигрывает коридор в матче против сборной Аргентины, 30 сентября 2007 года

Чемпионат мира прошёл в Австралии, а команды были распределены по 5 в 4-х группах. Ирландия выиграла три матча (против Аргентины, Румынии и Намибии), но проиграла хозяевам турнира. Четвертьфинал вновь принёс на «Изумрудный остров» только разочарования. После первого тайма ирландцы проигрывали французам 27:0, и, несмотря на три попытки, две из которых занёс будущий капитан сборной Брайан О’Дрисколл, переломить ход матча не удалось, «зелёные» вновь не прошли в полуфинал.
В Кубках шести наций 2004 и 2006 сборная Ирландии финишировала второй, оба раза выиграв Тройную корону, но оба раза уступив французам, которые в начале десятилетия доминировали в турнире. 26 ноября 2006 года ирландцы провели свою последнюю встречу на «Лэнсдаун Роуд». Соперниками выступила объединённая сборная Фиджи, Самоа, Тонга, Ниуэ и Островов Кука, «Пасифик Айлендерс». Хозяева выиграли со счётом 61:17, последнюю попытку на старом стадионе занёс Пол О’Коннелл.
Чемпионат мира 2007 года получился для сборной Ирландии провальным. В группу D помимо ирландцев попали хозяева турнира, сборная Франции, а также Аргентина, Грузия и Намибия. «Зелёные» выиграли первые два матча, но в третьем проиграли французам. В последнем матче группового этапа сборная Ирландии должна была выигрывать у «пум», но проиграла 15:30 и впервые в своей истории не вышла из группы на чемпионатах мира.
В 2009 году ирландцы впервые за 51 год достигли полного триумфа в Кубке шести наций. Последний матч прошёл на «Миллениуме», и после первого тайма валлийцы вели 6:0. Победу сборной Ирландии со счётом 17:15 оформил Ронан О’Гара, забивший на 78-й минуте решающий дроп-гол. Несмотря на предыдущие победы в Кубке, это был лишь второй большой шлем в истории ирландского регби. 6 ноября 2010 года «зелёные» сыграли первый матч на своём новом домашнем стадионе, «Авива Стэдиум», однако дебют не удался: несмотря на все усилия, хозяева проиграли сборной ЮАР со счётом 21:23.
Кубок шести наций 2011 года не увенчался для сборной Ирландии успехом, однако по ходу его розыгрыша был поставлен ряд личных рекордов. В матче против сборной Уэльса Ронан О’Гара стал первым ирландцем и пятым игроком в истории, заработавшим тысячу очков в тестовых матчах. Спустя неделю Брайан О’Дрисколл занёс свою 25-ю попытку на Кубках шести наций и стал рекордсменом по этому показателю. На чемпионате мира 2011 сборная Ирландии попала в группу С вместе со сборными Австралии, Италии, США и России. «Зелёные» впервые в истории выиграли все матчи в группе, но вновь оступились в четвертьфинале — на этот раз проиграли сборной Уэльса со счётом 10:22.
Период с середины 2000-х по начало 2010-х годов рассматривается многими журналистами как вторая золотая эпоха ирландского регби. Костяк сборной состоял преимущественно из игроков «Манстера» и «Ленстера», которые доминировали как на европейской арене, так и в Про12. К концу 2012 года ключевые регбисты «зелёных» прошедшего десятилетия, Брайан О’Дрисколл, Ронан О’Гара, Энтони Фоли, Дэвид Уоллес, Джон Хейз, Доннча О’Каллаган и целый ряд других либо завершили свою карьеру, либо были очень к этому близки.

### Эпоха Джо Шмидта (2013—2019)

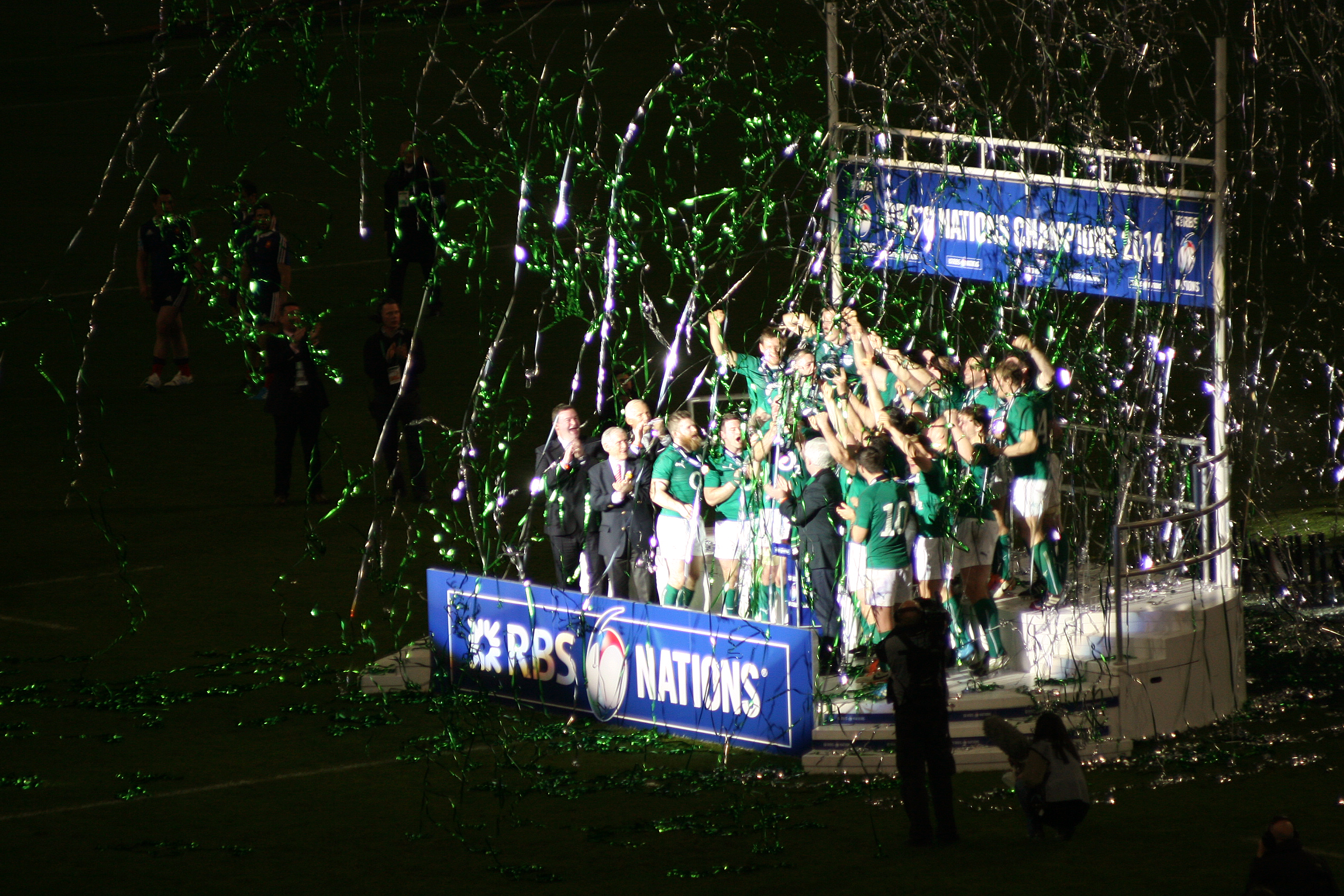
Сборная Ирландии празднует победу в Кубке шести наций, 15 марта 2014 года.

В 2014 году сборная добивается успеха на Кубке шести наций, уступив только сборной Англии. Последний матч турнира прошёл на «Парк де Пренс», где ирландцы одержали тяжёлую победу над сборной Франции. Этот матч стал 133-м и последним для многолетнего капитана «зелёных» Брайана О’Дрисколла. Под началом нового капитана, Пола О’Коннелла, сборная Ирландии выиграла второй кубок подряд. Судьба трофея решалась в последнем туре, победителями могли стать сборные Англии, Ирландии и Уэльса. Первыми свой матч проводили валлийцы, которые сумели обыграть итальянцев 61:20. «Зелёные», в свою очередь, добились над «красными драконами» необходимого преимущества в 21 очко, разгромив со счётом 40:10 сборную Шотландии. Завершала турнир встреча англичан с французами. Команды сыграли богатый на попытки матч (55:35, 12 заносов), но этого не хватило — сборной Англии нужно было зарабатывать на шесть очков больше.
К Чемпионату мира по регби 2015 сборная Ирландии подошла на третьем месте мирового рейтинга и победителем Кубка шести наций 2015 и рассматривалась в качестве одного из фаворитов. Турнир начался для «зелёных» очень хорошо: в группе были выиграны все матчи, в том числе против традиционно неудобного соперника — французов. В четвертьфинале ирландцы уступили «пумам» со счётом 20:43. Это стало для «зелёных» шестым поражением в четвертьфиналах чемпионата мира. После окончания турнира очередной опытнейший игрок золотого поколения и капитан сборной Пол О’Коннелл объявил о завершении карьеры. Причиной этого решения стала травма, полученная в матче со сборной Франции.
5 ноября 2016 года в рамках осеннего тестового окна ирландцы в 29-й раз в своей истории встречались со сборной Новой Зеландии. К тому моменту у «Олл Блэкс» была рекордная 18-матчевая беспроигрышная серия, которая была продолжена за две недели до этого благодаря уверенной победе над австралийцами. Встреча прошла на чикагском стадионе «Солджер Филд» в присутствии рекордных для регбийных матчей на территории США 62 тысяч человек. В упорном противостоянии победу со счётом 40:29 праздновали «зелёные». Это стало первым для сборной Ирландии триумфом над новозеландцами за 111-летнюю историю встреч. Знаковым стал также и последний матч 2016 года против сборной Австралии. «Зелёные», потерявшие в предыдущих встречах несколько ключевых игроков, сумели обыграть «уоллабис» со счётом 27:24, а Рори Бест, который вывел команду на поле в качестве капитана, стал пятым игроком сборной Ирландии и первым ольстерцем, перешагнувшим отметку в 100 игр. Кроме того, впервые в своей истории в одном календарном году ирландцы выиграли у «большой тройки» Южного полушария — Австралии, Новой Зеландии и ЮАР.
Очередным триумфом «зелёных» стал Кубок шести наций 2018. Ирландцы выиграли его досрочно по результатам четвёртого тура, обыграв всех противников, а в последнем матче встречались на «Туикенеме» со своим принципиальным соперником — сборной Англии. И если англичане уже не решали на турнире глобальных задач, то для сборной Ирландии это была возможность в третий раз в своей истории завоевать большой шлем. Гости уверенно справились с этой задачей и выиграли со счётом 15:24. Героем встречи и всего состязания стал молодой винг Джейкоб Стокдейл — он занёс решающую попытку англичанам, которая стала его седьмой в том розыгрыше Кубка, и тем самым установил рекорд в новейшей истории турнира. Успех сопутствовал «зелёным» и в тестовых матчах: летом они впервые с 1979 года выиграли серию против «Уоллабис» в Австралии (2:1 по сумме встреч), а осенью во второй раз подряд обыграли «Олл Блэкс», на этот раз уже на родной земле. Сразу после завершения осенней серии игр главный тренер Джо Шмидт объявил, что после грядущего чемпионата мира он завершит карьеру регбийного тренера, а его сменой станет бывший профессиональный игрок в регбилиг и регби-15, тренер защитников сборной Энди Фаррелл.
Несмотря на не самое удачное выступление в Кубке шести наций следующего года, к чемпионату мира сборная подошла вновь в качестве одного из фаворитов, хотя по мнению экспертов и не была безоговорочным лидером. В последнем перед турниром тестовом матче ирландцы сумели обыграть сборную Уэльса и впервые в своей истории взобраться на первую строчку мирового рейтинга. Начав турнир с уверенной победы с бонусным очком над шотландцами, во второй встрече «зелёные» сенсационно проиграли хозяевам сборной Японии. Поражение означало, что в последующих двух групповых встречах с командами России и Самоа ирландцы вынуждены были только побеждать, не давая отдых своим лидерам.

## Форма и символы

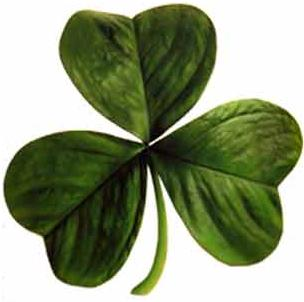
Трилистник, символ Ирландии и её регбийной сборной

Флаг сборной Ирландии

Сборная Ирландии традиционно играет в зелёных регбийках, белых шортах и зелёных гетрах. Традиционный символ сборной — трилистник с регбийным мячом. Техническим спонсором является производитель спортивной одежды Canterbury, а титульным — один из крупнейших в мире операторов сотовой связи Vodafone. На официальном флаге изображён герб Ирландского регбийного союза в окружении гербов четырёх ирландских провинций — Коннахта, Ленстера, Манстера и Ольстера — на зелёном фоне.
С 1995 года в качестве гимна на матчах сборной исполняется песня «Ireland's Call», специально написанная к чемпионату мира 1995 года. До этого на матчах исполнялся гимн той части Ирландии, где проходила встреча. В Республике исполнялся Amhrán na bhFiann, а в Северной Ирландии — «Боже, храни Короля/Королеву!». На чемпионате мира 1987 года в качестве гимна исполнялась песня «The Rose of Tralee».
Возможно, одним из гимнов сборной Ирландии была ольстерская патриотическая песня «The Salute». Согласно одной из версий, в ночь перед матчем против Шотландии 27 февраля 1954 года 11 республиканских игроков во главе с капитаном Джимом Маккарти отказались выходить на поле, если Ирландский регбийный союз не гарантирует им отказ от исполнения «Боже, храни Королеву!». Союз согласился, и была исполнена «The Salute». Согласно другой версии, сыгран был всё-таки гимн Соединённого королевства, но республиканским регбистам пообещали, что больше такого не повторится.

## Стадионы
Легендарным «домом» ирландского регби считается дублинский «Лэнсдаун Роуд», который был построен в 1872 году и вплоть до своего закрытия и сноса в 2006—2007 годах оставался основным местом проведения домашних матчей сборной Ирландии. Последний матч на нём был сыгран 26 ноября 2006 года. Пока шло строительство «Авива Стэдиум», сборная выступала на «Кроук Парк», который долгое время был недоступен для регби из-за строгого запрета Гэльской атлетической ассоциации на проведение там матчей не по гэльскому футболу и хёрлингу. До 1954 года сборная играла некоторые свои матчи в Северной Ирландии, однако из-за растущего политического напряжения и разногласий между двумя государствами матчи стали проводиться только в Республике Ирландия. На севере острова сборная сыграла свой следующий матч только в 2007 году, в нём «зелёные» победили сборную Италии со счётом 23:20. Встрече предшествовала широкая дискуссия о том, под чьим флагом будет выходить сборная и гимн какой страны будет исполняться.
6 ноября 2010 года сборная Ирландии сыграла свой первый матч на «Авива Стэдиум». Несмотря на то, что соперником была сборная ЮАР, одна из сильнейших команд мира, посещаемость была ниже ожидаемой — всего 35 тысяч человек. Ирландский регбийный союз подвергся критике за свою политику распространения билетов. В частности, за их высокую цену и необходимость покупки «комплектом» сразу на несколько матчей.

Стадионы сборной Ирландии
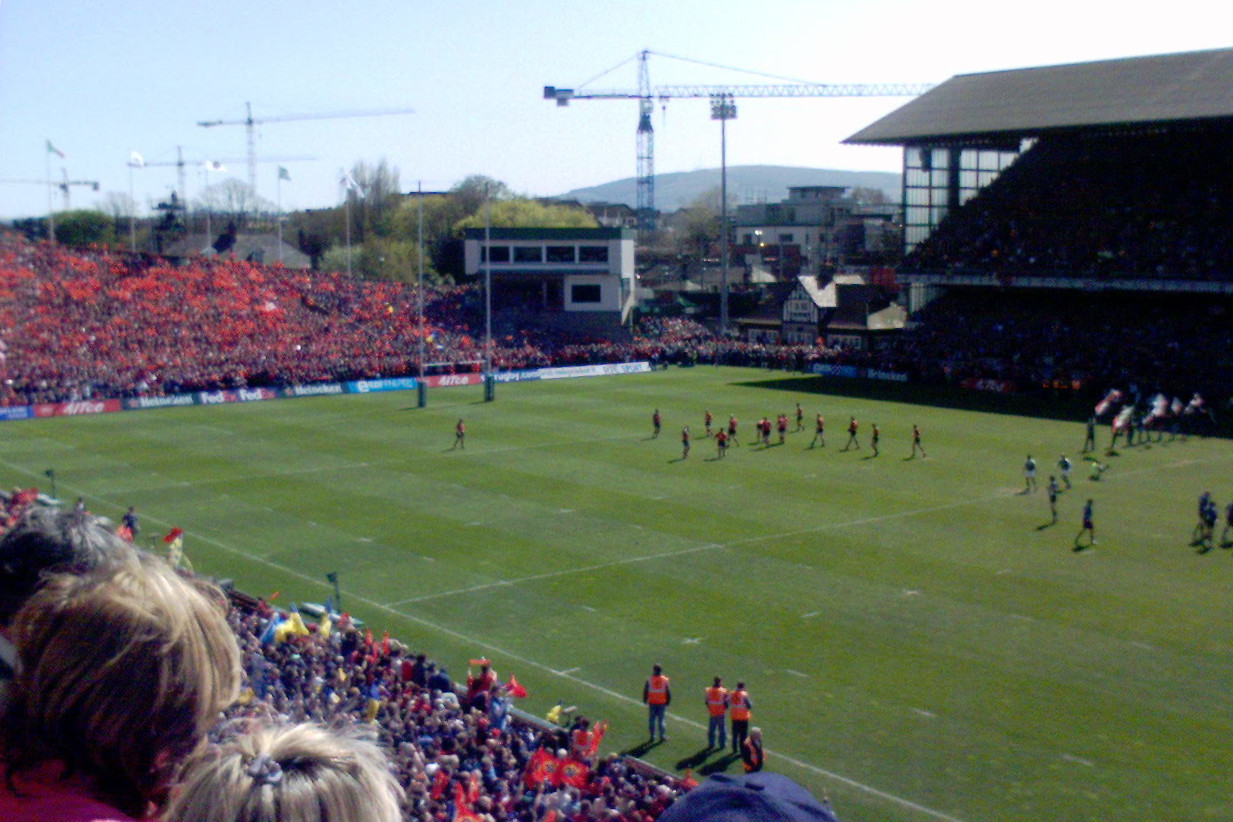
Матч между «Ленстером» и «Манстером» на «Лэнсдаун Роуд», 23 апреля 2006 года.
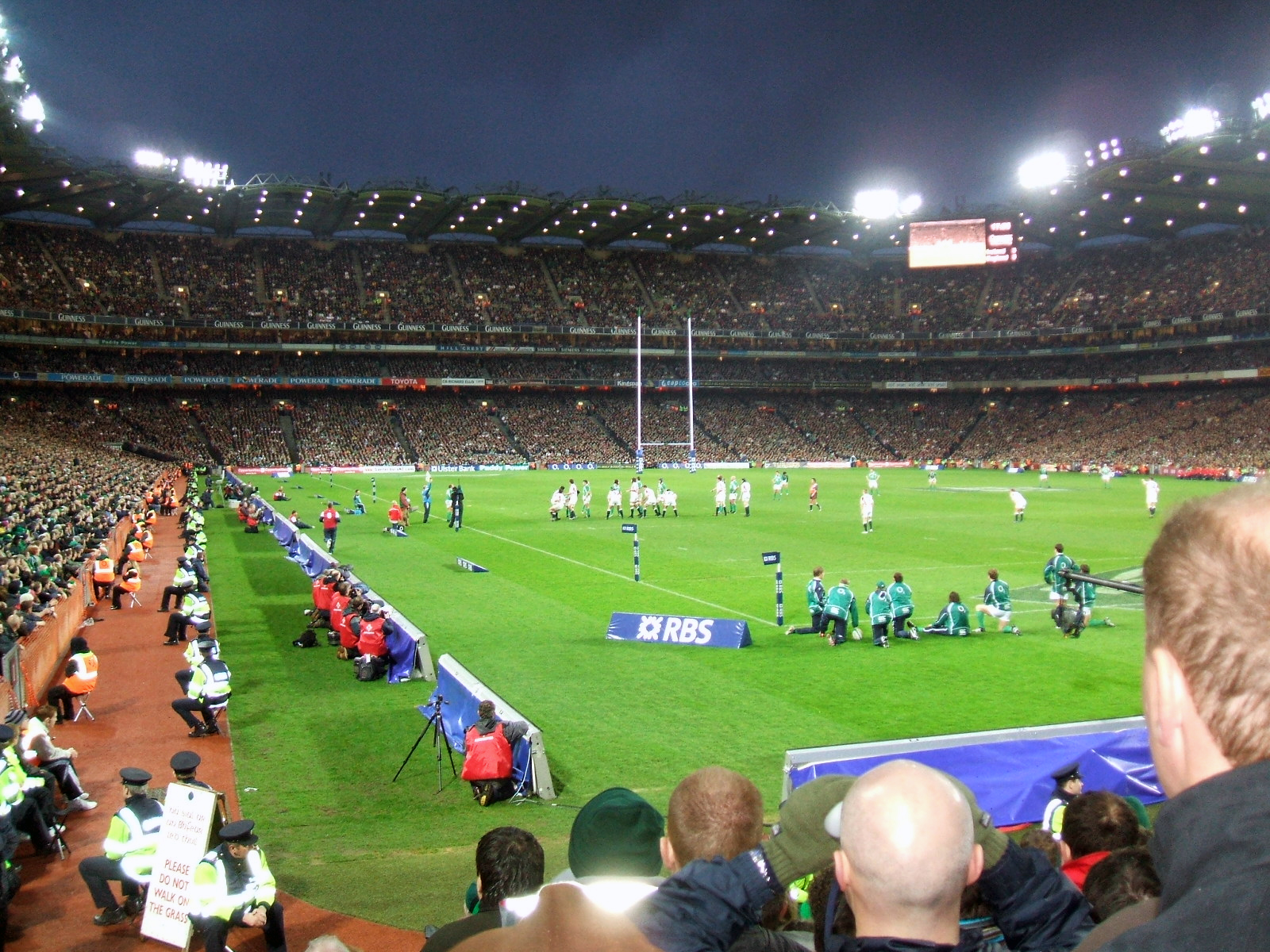
Сборная Ирландии против сборной Уэльса на «Кроук Парк», 8 марта 2007 года.
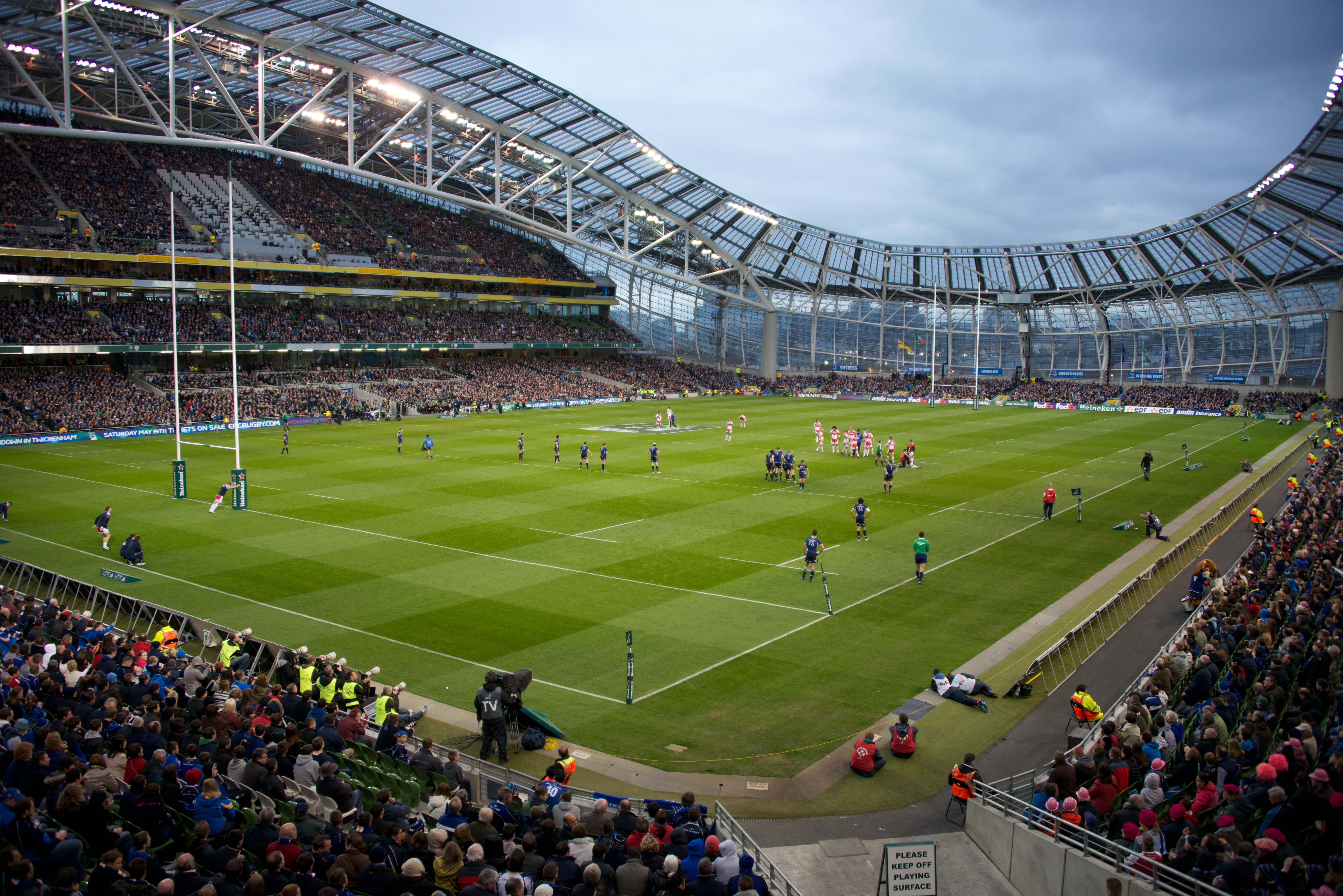
Регбийный матч на «Авива Стэдиум», 7 апреля 2012 года.

## Болельщики
Болельщики сборной Ирландии известны своей горячей поддержкой команды. Как и фанаты футбольных сборных острова, ирландские любители регби исполняют песни как во время матчей, так и до и после них. Помимо официальных гимнов в их репертуар входят и другие патриотические песни: «Молли Малоун», «Поля Атенри», «The Wild Rover» («Дикий разбойник»). В некоторых случаях исполняются неофициальные гимны провинциальных клубов острова. Так, в 2012 году болельщики и регбисты сборной из всех четырёх провинций собрались на стадионе «Рейвенхилл» почтить память погибшего ольстерского регбиста Невина Спенса и исполнили песню «Stand up for the Ulstermen» («Встань за ольстерцев»). Регби объединяет и политических противников на Острове. Из интервью ирландского журналиста и автора книг по истории сборной Ирландии Эдмунда ван Эсбека шотландскому изданию «Scotland Herald»:

 Регби — единственная игра, на матче которой вы увидите закоренелого юниониста откуда-нибудь из Шенкхилла [район Белфаста, в котором проживает преимущественно лоялистски-настроенный рабочий класс], стоящего на трибуне «Лэнсдаун Роуд» плечом к плечу с самым яростным националистом и орущего на команду.
Оригинальный текст (англ.)Rugby is the only game where you will have the hard-case Unionist, maybe from the Shankhill, coming down to Lansdowne Road and roaring on the team shoulder to shoulder with the most rabid Nationalist.

Согласно опросу, в котором поучаствовало более 9 тысяч человек по всему миру и подготовленному британской аналитической и консалтинговой компании SMG Insight в 2013 году, около 28% взрослого населения «Изумрудного острова» или 1,4 миллиона человек интересуются регби, около 800 тысяч из них заявляют, что любят этот вид спорта. В процентном соотношении эти цифры сопоставимы с результатами опросов в Австралии (27%) и Италии (29%) и выше чем в соседних Англии (20%) и Шотландии (19%). Год спустя опрос тысячи респондентов провела компания PSG Communications, в результате регби стал третьим по популярности видом спорта на острове после гэльских игр и футбола с результатом в 16% интересующихся.
Помимо очевидно мощной поддержки в матчах на территории Ирландии, болельщики охотно едут за границу, чтобы поддержать сборную в выездных матчах. Так, на матч чемпионата мира 2015 против Аргентины, прошедшем на «Миллениуме» в Уэльсе, приехало более 50 тысяч ирландских болельщиков. Высокой посещаемости на гостевых матчах способствует и большое число этнических ирландцев, проживающих за рубежом. Так, на прошедший в Чикаго матч против сборной Новой Зеландии в ноябре 2016 года из Ирландии выехало около 5 тысяч болельщиков, а всего на матч пришло более 62 тысяч человек, при этом около 80% из них поддерживали именно «зелёных».

## История выступлений

### Кубок шести наций

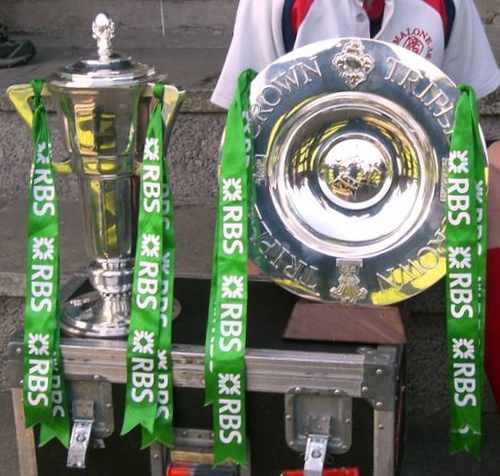
Кубок шести наций и Тройная корона, выигранные сборной Ирландии в 2009 году

Сборная Ирландии ежегодно участвует в Кубке шести наций и его предшественниках с момента основания турнира в 1883 году. «Зелёные» выигрывали Кубок реже чем какая-либо из других домашних наций и отстают от сборной Шотландии на один титул. Первый Кубок домашних наций был выигран в 1894 году. «Зелёные» выигрывали «большой шлем» 4 раза — в 1948, 2009, 2019 и 2023 годах.
| 1883—2019            | Англия  | Ирландия | Италия | Уэльс   | Франция | Шотландия |
| -------------------- | ------- | -------- | ------ | ------- | ------- | --------- |
| Участие, раз         | 122     | 124      | 19     | 124     | 88      | 124       |
| Победы (совместные)  |         |          |        |         |         |           |
| Кубок домашних наций | 5 (4)   | 4 (4)    | N/A    | 7 (4)   | N/A     | 10 (3)    |
| Кубок пяти наций     | 17 (6)  | 6 (5)    | N/A    | 15 (8)  | 12 (8)  | 5 (6)     |
| Кубок шести наций    | 6       | 4        | 0      | 5       | 5       | 0         |
| Итого                | 28 (10) | 14 (9)   | 0 (0)  | 27 (12) | 17 (8)  | 15 (9)    |
| Большой шлем         |         |          |        |         |         |           |
| Кубок домашних наций | 0       | 0        | N/A    | 2       | N/A     | 0         |
| Кубок пяти наций     | 11      | 1        | N/A    | 6       | 6       | 3         |
| Кубок шести наций    | 2       | 2        | 0      | 4       | 3       | 0         |
| Итого                | 13      | 3        | 0      | 12      | 9       | 3         |
| Тройная корона       |         |          |        |         |         |           |
| Кубок домашних наций | 5       | 2        | N/A    | 6       | N/A     | 7         |
| Кубок пяти наций     | 16      | 4        | N/A    | 11      | N/A     | 3         |
| Кубок шести наций    | 4       | 5        | N/A    | 4       | N/A     | 0         |
| Итого                | 25      | 11       | N/A    | 21      | N/A     | 10        |
| Деревянная ложка     |         |          |        |         |         |           |
| Кубок домашних наций | 11      | 15       | N/A    | 8       | N/A     | 8         |
| Кубок пяти наций     | 14      | 21       | N/A    | 12      | 17      | 21        |
| Кубок шести наций    | 0       | 0        | 14     | 1       | 1       | 4         |
| Итого                | 25      | 36       | 14     | 21      | 18      | 33        |

### Чемпионат мира
Сборная Ирландии приняла участие во всех восьми розыгрышах чемпионата мира. Дважды «зелёные» попадали на него через квалификационный турнир, а в остальных шести случаях напрямую. Сборная Ирландии 6 раз в своей истории достигала четвертьфинала мирового первенства, но ни разу не сумела попасть в полуфинал, по два раза проиграв сборным Австралии и Франции, и по одному разу командам Уэльса и Аргентины.
| Чемпионат мира по регби | Чемпионат мира по регби | Чемпионат мира по регби | Чемпионат мира по регби | Чемпионат мира по регби | Чемпионат мира по регби | Чемпионат мира по регби | Чемпионат мира по регби | Квалификационный турнир         | Квалификационный турнир         | Квалификационный турнир         | Квалификационный турнир         | Квалификационный турнир         | Квалификационный турнир         |
| Год                     | Раунд                   | Игр                     | Побед                   | Ничьих                  | Поражений               | Очков +                 | Очков -                 | Игр                             | Побед                           | Ничьих                          | Поражений                       | Очков +                         | Очков -                         |
| ----------------------- | ----------------------- | ----------------------- | ----------------------- | ----------------------- | ----------------------- | ----------------------- | ----------------------- | ------------------------------- | ------------------------------- | ------------------------------- | ------------------------------- | ------------------------------- | ------------------------------- |
| 1987                    | Четвертьфинал           | 4                       | 2                       | 0                       | 2                       | 99                      | 74                      | Квалифицировались автоматически | Квалифицировались автоматически | Квалифицировались автоматически | Квалифицировались автоматически | Квалифицировались автоматически | Квалифицировались автоматически |
| 1991                    | Четвертьфинал           | 4                       | 2                       | 0                       | 2                       | 120                     | 70                      | Квалифицировались автоматически | Квалифицировались автоматически | Квалифицировались автоматически | Квалифицировались автоматически | Квалифицировались автоматически | Квалифицировались автоматически |
| 1995                    | Четвертьфинал           | 4                       | 2                       | 0                       | 2                       | 105                     | 130                     | Квалифицировались автоматически | Квалифицировались автоматически | Квалифицировались автоматически | Квалифицировались автоматически | Квалифицировались автоматически | Квалифицировались автоматически |
| 1999                    | Плей-офф                | 4                       | 2                       | 0                       | 2                       | 124                     | 73                      | 2                               | 2                               | 0                               | 0                               | 123                             | 35                              |
| 2003                    | Четвертьфинал           | 5                       | 3                       | 0                       | 2                       | 162                     | 99                      | 2                               | 2                               | 0                               | 0                               | 98                              | 17                              |
| 2007                    | Групповой турнир        | 4                       | 2                       | 0                       | 2                       | 64                      | 82                      | Квалифицировались автоматически | Квалифицировались автоматически | Квалифицировались автоматически | Квалифицировались автоматически | Квалифицировались автоматически | Квалифицировались автоматически |
| 2011                    | Четвертьфинал           | 5                       | 4                       | 0                       | 1                       | 145                     | 56                      | Квалифицировались автоматически | Квалифицировались автоматически | Квалифицировались автоматически | Квалифицировались автоматически | Квалифицировались автоматически | Квалифицировались автоматически |
| 2015                    | Четвертьфинал           | 5                       | 4                       | 0                       | 1                       | 154                     | 78                      | Квалифицировались автоматически | Квалифицировались автоматически | Квалифицировались автоматически | Квалифицировались автоматически | Квалифицировались автоматически | Квалифицировались автоматически |
| 2019                    | -                       | -                       | -                       | -                       | -                       | -                       | -                       | Квалифицировались автоматически | Квалифицировались автоматически | Квалифицировались автоматически | Квалифицировались автоматически | Квалифицировались автоматически | Квалифицировались автоматически |

1. ↑  Официальным хозяином турнира был Уэльс, но некоторые матчи чемпионата также прошли в Англии, Франции, Ирландии и Шотландии.
2. ↑  Официальным хозяином турнира была Франция, но некоторые матчи чемпионата также прошли в Шотландии и Уэльсе.
3. ↑  Официальным хозяином турнира была Англия, но некоторые матчи чемпионата также прошли в Уэльсе.

### Общие результаты
| Топ-30 рейтинга на 31 октября 2022                  |                |                |       |
| №                                                   | Подъём/падение | Сборная        | Очки  |
| 1                                                   | ▬              | Ирландия       | 90.03 |
| 2                                                   | ▬              | Франция        | 89.41 |
| 3                                                   | ▬              | ЮАР            | 89    |
| 4                                                   | ▬              | Новая Зеландия | 87.64 |
| 5                                                   | ▬              | Англия         | 86.25 |
| 6                                                   | ▲ 3            | Австралия      | 82.08 |
| 7                                                   | ▬              | Уэльс          | 81.28 |
| 8                                                   | ▬              | Аргентина      | 81.21 |
| 9                                                   | ▼ 3            | Шотландия      | 80.51 |
| 10                                                  | ▬              | Япония         | 77.39 |
| 11                                                  | ▬              | Самоа          | 75.75 |
| 12                                                  | ▬              | Фиджи          | 75.08 |
| 13                                                  | ▬              | Грузия         | 74.51 |
| 14                                                  | ▬              | Италия         | 73.29 |
| 15                                                  | ▬              | Испания        | 69.27 |
| 16                                                  | ▬              | Тонга          | 67.79 |
| 17                                                  | ▬              | Румыния        | 66.33 |
| 18                                                  | ▬              | Уругвай        | 65.97 |
| 19                                                  | ▬              | США            | 65.17 |
| 20                                                  | ▬              | Португалия     | 65.08 |
| 21                                                  | ▬              | Чили           | 61.24 |
| 22                                                  | ▬              | Гонконг        | 61.03 |
| 23                                                  | ▬              | Канада         | 60.99 |
| 24                                                  | ▬              | Намибия        | 60.56 |
| 25                                                  | ▬              | Россия         | 58.06 |
| 26                                                  | ▬              | Бельгия        | 55.97 |
| 27                                                  | ▬              | Бразилия       | 57.84 |
| 28                                                  | ▬              | Нидерланды     | 53.69 |
| 29                                                  | ▬              | Польша         | 53.03 |
| 30                                                  | ▬              | Германия       | 52.79 |
| Изменение позиции — по сравнению с 26 сентября 2022 |                |                |       |
| Полный список на сайте World Rugby                  |                |                |       |

Таблица всех международных встреч сборной Ирландии :
| Противник              | Игры | Победы | Поражения | Ничьи | Победы % |
| ---------------------- | ---- | ------ | --------- | ----- | -------- |
| Австралия              | 36   | 13     | 22        | 1     | 36.11    |
| Англия                 | 135  | 49     | 78        | 8     | 36.3     |
| Аргентина              | 18   | 12     | 6         | 0     | 66.67    |
| Грузия                 | 4    | 4      | 0         | 0     | 100      |
| Зимбабве               | 1    | 1      | 0         | 0     | 100      |
| Италия                 | 31   | 27     | 4         | 0     | 87.1     |
| Канада                 | 8    | 7      | 0         | 1     | 87.5     |
| Намибия                | 4    | 2      | 2         | 0     | 50       |
| Новая Зеландия         | 31   | 2      | 28        | 1     | 6.45     |
| Новая Зеландия (маори) | 1    | 0      | 1         | 0     | 0        |
| «Пасифик Айлендерс»    | 1    | 1      | 0         | 0     | 100      |
| Президентс XV          | 1    | 0      | 0         | 1     | 0        |
| Россия                 | 2    | 2      | 0         | 0     | 100      |
| Румыния                | 9    | 9      | 0         | 0     | 100      |
| Самоа                  | 6    | 5      | 1         | 0     | 83.33    |
| США                    | 10   | 10     | 0         | 0     | 100      |
| Тонга                  | 2    | 2      | 0         | 0     | 100      |
| Уэльс                  | 129  | 53     | 69        | 7     | 41.09    |
| Фиджи                  | 3    | 3      | 0         | 0     | 100      |
| Франция                | 98   | 35     | 56        | 7     | 35.71    |
| Шотландия              | 136  | 64     | 66        | 5     | 47.06    |
| ЮАР                    | 26   | 7      | 18        | 1     | 26.92    |
| Япония                 | 8    | 7      | 1         | 0     | 87.5     |
| Всего                  | 700  | 316    | 352       | 32    | 45.14    |

## Игроки

### Текущий состав

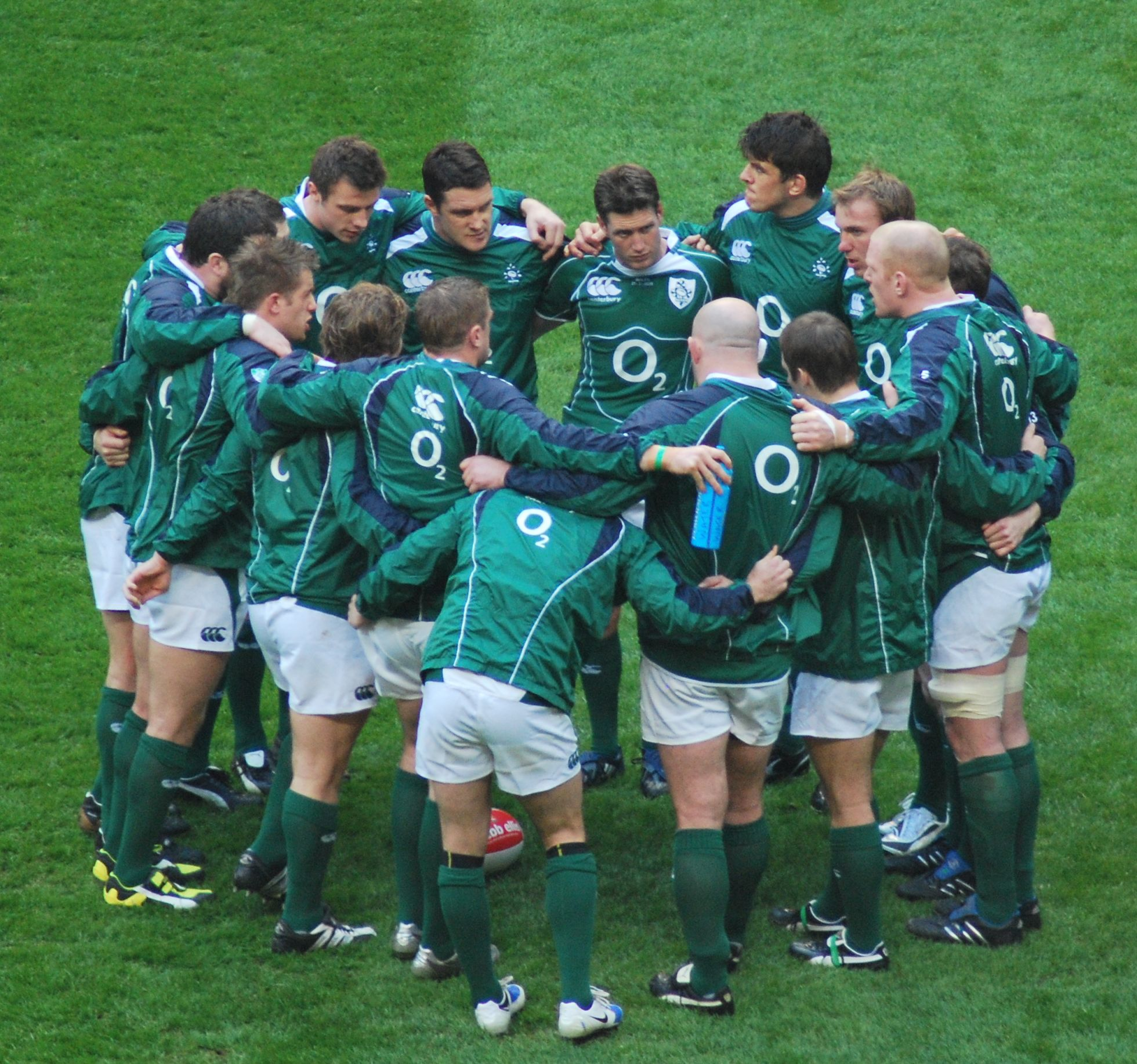
Сборная Ирландии совещается, март 2009 года

- Состав на чемпионат мира по регби 2019 [99].
- Главный тренер: Джо Шмидт.

| Имя                | Позиция      | Дата рождения                | Матчи | Клуб      |
| ------------------ | ------------ | ---------------------------- | ----- | --------- |
| Рори Бест          | Хукер        | 15 августа 1982 (37 лет)     | 122   | «Ольстер» |
| Шон Кронин         | Хукер        | 6 мая 1986 (33 года)         | 71    | «Ленстер» |
| Ниалл Сканнелл     | Хукер        | 8 апреля 1992 (27 лет)       | 17    | «Манстер» |
| Дэвид Килкойн      | Проп         | 14 декабря 1988 (30 лет)     | 33    | «Манстер» |
| Эндрю Портер       | Проп         | 16 января 1996 (23 года)     | 20    | «Ленстер» |
| Джон Райан         | Проп         | 2 августа 1988 (31 год)      | 20    | «Манстер» |
| Тайг Ферлонг       | Проп         | 14 ноября 1992 (26 лет)      | 38    | «Ленстер» |
| Киан Хили          | Проп         | 7 октября 1987 (31 год)      | 93    | «Ленстер» |
| Тайг Бирн          | Лок          | 8 января 1992 (27 лет)       | 10    | «Манстер» |
| Жан Клейн          | Лок          | 26 августа 1993 (26 лет)     | 3     | «Манстер» |
| Джеймс Райан       | Лок          | 2 августа 1996 (23 года)     | 21    | «Ленстер» |
| Иан Хендерсон      | Лок          | 21 февраля 1992 (27 лет)     | 50    | «Ольстер» |
| Джош ван дер Флиер | Третья линия | 25 апреля 1993 года (26 лет) | 21    | «Ленстер» |
| Джек Конан         | Третья линия | 29 июля 1992 (27 лет)        | 17    | «Ленстер» |
| Питер О’Мэхони     | Третья линия | 17 сентября 1989 (30 лет)    | 61    | «Манстер» |
| Рис Раддок         | Третья линия | 13 ноября 1990 (28 лет)      | 24    | «Ленстер» |
| Си-Джей Стендер    | Третья линия | 5 апреля 1990 (29 лет)       | 35    | «Манстер» |
| Люк МакГрат        | Скрам-хав    | 3 февраля 1993 (26 лет)      | 16    | «Ленстер» |
| Коннор Мюррей      | Скрам-хав    | 20 апреля 1989 (30 лет)      | 76    | «Манстер» |
| Джоуи Кэрбери      | Флай-хав     | 1 ноября 1995 (23 года)      | 20    | «Манстер» |
| Джек Карти         | Флай-хав     | 31 августа 1992 (27 лет)     | 9     | «Коннахт» |
| Джонатан Секстон   | Флай-хав     | 11 июля 1985 (34 года)       | 85    | «Ленстер» |
| Банди Аки          | Центр        | 7 апреля 1990 (29 лет)       | 21    | «Коннахт» |
| Гарри Рингроуз     | Центр        | 26 января 1995 (24 года)     | 26    | «Ленстер» |
| Крис Фаррелл       | Центр        | 16 марта 1993 (26 лет)       | 9     | «Манстер» |
| Робби Хеншоу       | Центр        | 12 июня 1993 (26 лет)        | 38    | «Ленстер» |
| Джордан Лармур     | Винг         | 19 июня 1997 (22 года)       | 18    | «Ленстер» |
| Джейкоб Стокдейл   | Винг         | 6 апреля 1996 (23 года)      | 23    | «Ольстер» |
| Кит Эрлз           | Винг         | 2 октября 1987 (31 год)      | 79    | «Манстер» |
| Роб Кирни          | Фулбэк       | 26 марта 1986 (33 года)      | 93    | «Ленстер» |
| Эндрю Конуэй       | Фулбэк       | 11 июля 1991 (28 лет)        | 16    | «Манстер» |

### Зал славы
11 игроков, выступавших за сборную Ирландии включены в Зал славы World Rugby:
| - Джек Кайл - Тони О’Райли - Сид Миллар - Вилли Джон Макбрайд - Майк Гибсон - Ронни Доусон | - Кит Вуд - Бэзил Маклир - Том Кирнан - Фергюс Слэттери - Брайан О’Дрисколл - Ронан О’Гара |

### Легенды «Лэнсдаун Роуд»
В 2002 году Ирландский регбийный союз провёл опрос болельщиков и консультации с игроками и тренерами сборной разных лет, чтобы определить лучших ирландских регбистов всех времён. Всего было представлено 10 номинаций, в которых победили следующие спортсмены:
- Лучший регбист всех времён: Джек Кайл;
- Лучший капитан сборной: Карл Маллен[англ.];
- Лучший тренер сборной: Сид Миллар;
- Лучший нападающий: Майк Гибсон;
- Лучший защитник: Джерри Уолш[англ.];
- Лучшая попытка: Тревор Рингланд[англ.] сборной Шотландии, 1985 год;
- Лучший бьющий: Олли Кэмпбелл[англ.];
- За прижизненные достижения: Ронни Доусон;
- Дух ирландского регби: Киран Фитцджеральд[англ.];
- Награда за смелость: Филип Рейни, Дэвид Ирвин, Найджел Карр.

### Рекорды

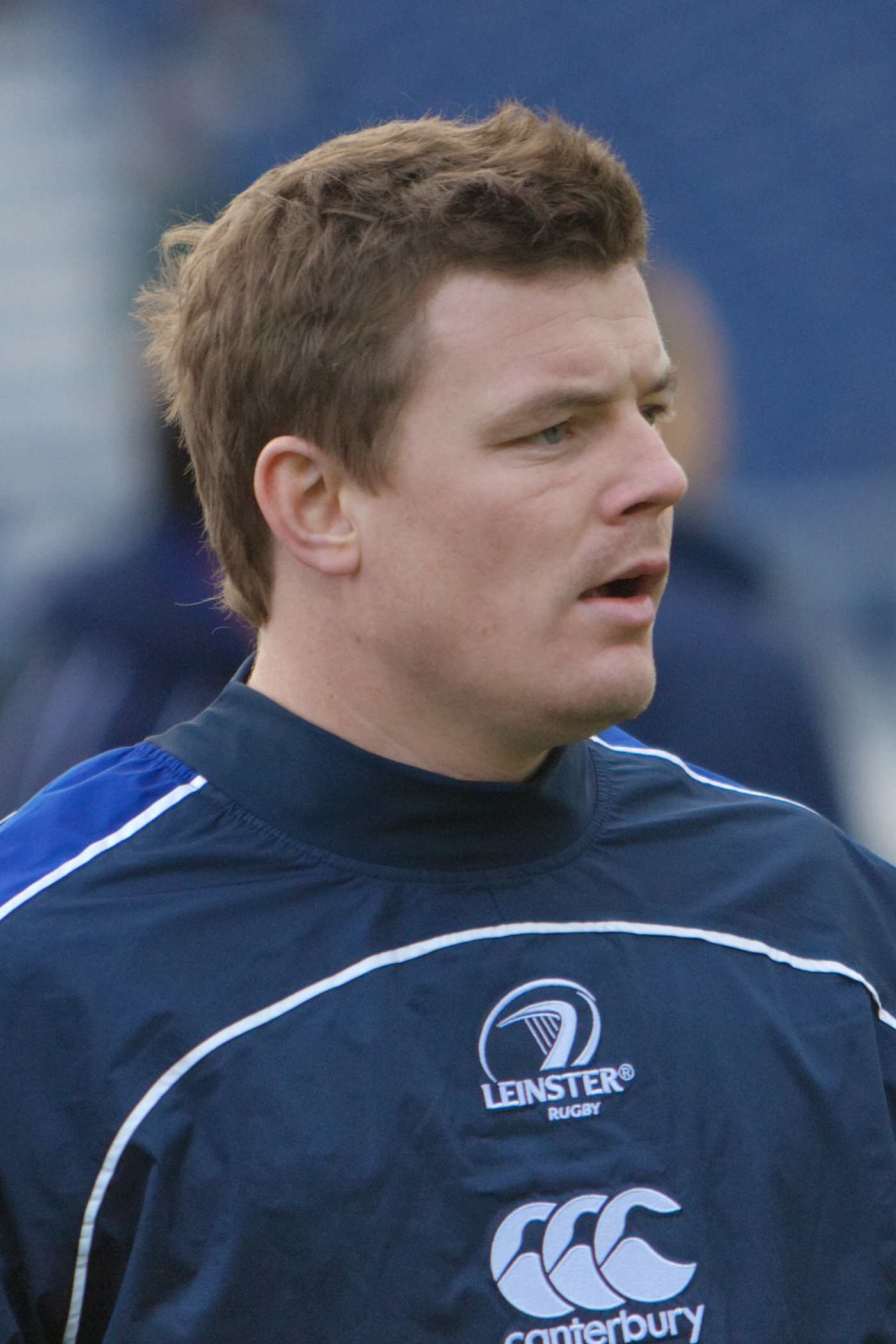
Брайан О’Дрисколл, легенда и рекордсмен сборной Ирландии по целому ряду показателей

- В списке 50 регбистов, которые провели за национальные сборные наибольшее число матчей, находятся 5 представителей сборной Ирландии: Брайан О’Дрисколл (133 матча за сборную, 8 матчей за «Львов»), Ронан О’Гара (128 матчей за сборную, 2 матча за «Львов»), Рори Бест (122 матча за сборную), Пол О’Коннелл (108 матчей за сборную, 7 матчей за «Львов»), Джон Хейз (105 матчей за сборную, 2 матча за «Львов»)[113].
- Брайан О’Дрисколл занёс наибольшее количество попыток в истории ирландской сборной, 46. Кроме того, он находится на 8 строчке в общемировом зачёте по этому показателю[114]. Наибольшее количество очков за сборную у Ронана О’Гара, 1083. Он также является четвёртым регбистом в мире по этому показателю[115]. Кроме того, ему принадлежит рекорд по очкам в Кубке шести наций — 557[116].
- Брайан О’Дрисколл удерживает второе место в мире по количеству матчей в качестве капитана (83 за сборную и 1 за «Львов»)[117].

## Тренеры

### Любительская эпоха
| - Ронни Доусон* (1969—1972) - Сид Миллар* (1973—1975) - Роли Митс (1975—1977) - Ноэл Мёрфи* (1977—1980) - Том Кирнан* (1980—1983) | - Вилли Джон МакБрайд (1983—1984) - Мик Дойл (1984—1987) - Джим Дэвидсон (1987—1990) - Киран Фитцджеральд (1990—1992) - Джерри Мёрфи (1993—1995) |

- Звёздочкой  отмечены тренеры, впоследствии получившие от World Rugby награду имени Вернона Пью за выдающуюся деятельность[124].

### Профессиональная эпоха
| Тренер          | Годы      | Матчей | Выиграно | Ничьих | Проиграно | % побед | Примечания                         |
| --------------- | --------- | ------ | -------- | ------ | --------- | ------- | ---------------------------------- |
| Мюррей Кидд     | 1995—1997 | 9      | 3        | 0      | 6         | 33.3%   |                                    |
| Брайан Эштон    | 1997—1998 | 8      | 2        | 0      | 6         | 25%     |                                    |
| Уоррен Гатленд  | 1998—2001 | 38     | 17       | 1      | 20        | 44.7%   |                                    |
| Эдди О’Салливан | 2001—2008 | 77     | 50       | 0      | 27        | 64.9%   | Тройная корона 2004, 2006, 2007    |
| Майкл Брэдли    | 2008      | 2      | 0        | 0      | 2         | 0%      | Временный тренер                   |
| Деклан Кидни    | 2008—2013 | 54     | 28       | 3      | 23        | 52.8%   | Большой шлем 2009                  |
| Лес Кисс        | 2013      | 2      | 2        | 0      | 0         | 100%    | Временный тренер                   |
| Джо Шмидт       | 2013—2019 | 74     | 54       | 1      | 19        | 73%     | Кубок шести наций 2014, 2015, 2018 |
| Энди Фаррелл    | 2019—     |        |          |        |           |         |                                    |